# 姉川城

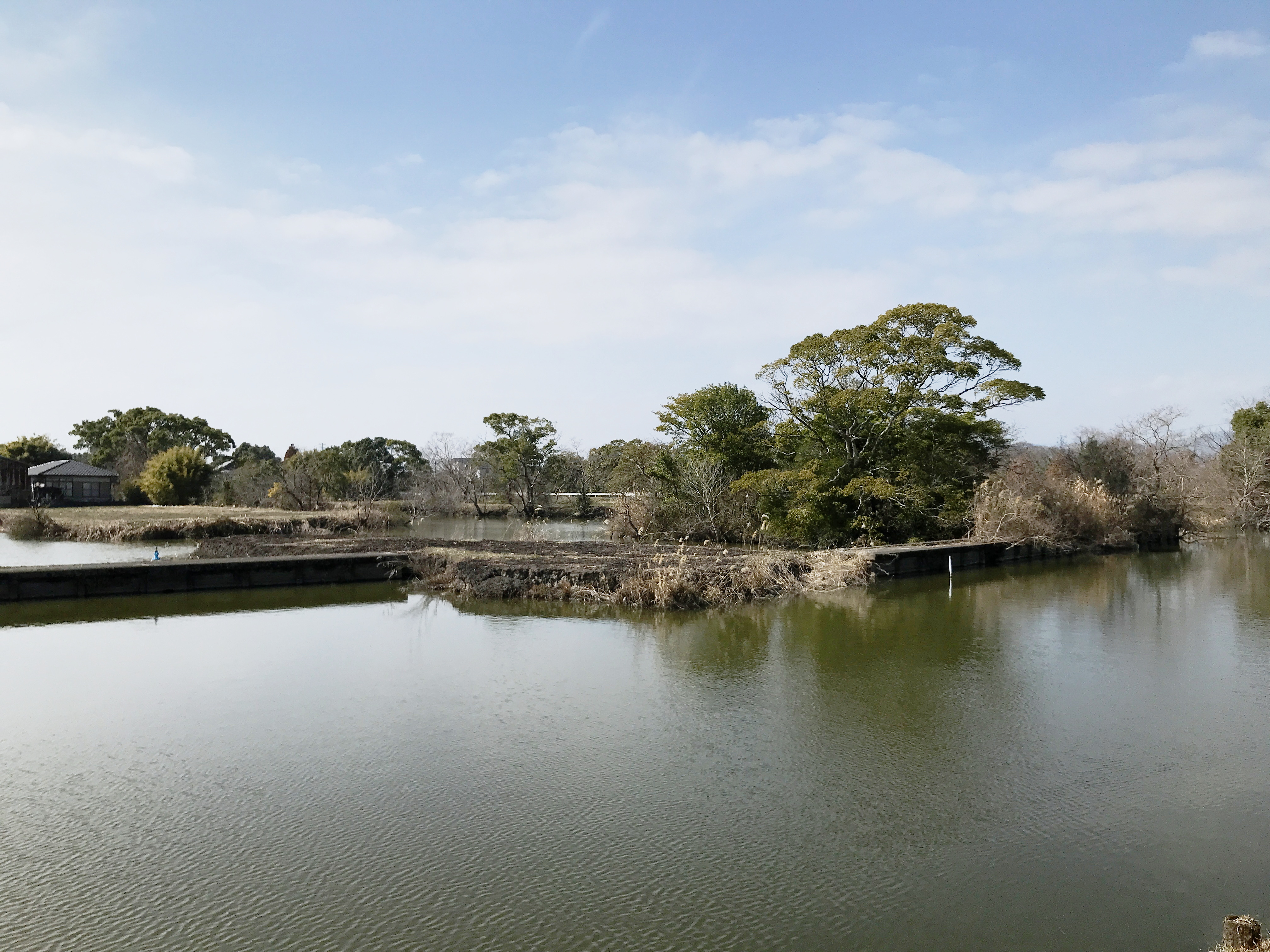
姉川城跡の環濠

姉川城（あねがわじょう）は、佐賀県神埼市にあった日本の城（平山城）。国の史跡。

## 概要
佐賀平野に設けられ、現在の佐賀県神埼市に位置する。周囲は溝渠に囲まれていた。
正平15年（1360年）に菊池武安（菊池武澄の子）が築城したとされる。後に菊池氏の子孫である姉川氏が入り、戦国時代には少弐氏に属していた。その後龍造寺隆信が台頭するとその下に入り、大友義鎮の侵攻を防ぐなどの働きを見せている。元亀3年（1572年）に姉川氏は加増を受け、姉川から坊所に転封された。その後の当城の詳細は不明だが、城館跡と環濠集落跡が発掘され、平成22年（2010年）に国の史跡に指定された。